# ТЕС Вюрцбург
ТЕС Вюрцбург (також ТЕС Friedensbrücke) – теплова електростанція в Німеччині, модернізована за допомогою технології комбінованого парогазового циклу. Розташована на північному заході федеральної землі Баварія у місті Вюрцбург.
Площадка станції знаходиться на території гавані Вюрцбургу (річка Майн), поблизу від моста Friedensbrücke, за яким отримала свою другу назву. Тут починаючи з 1954 року працювала теплоелектроцентраль, яка використовувала вугілля. На початку 2000-х вирішили перевести станцію на природний газ та підвищити її ефективність шляхом створення парогазового циклу. Монтаж нового обладнання розпочали на місці паливного складу. При цьому під час реконструкції ТЕЦ продовжувала роботу, тільки поставки вугілля прийшлось перевести з річкового транспорту на автомобільний. В 2005 році ввели в експлуатацію перший блок у складі газової турбіни Siemens SGT 800 та старої парової турбіни, які разом забезпечують електричну потужність на рівні 71 МВт. Як котел-утилізатор використовують колишній вугільний котел К4, для якого також збережена можливість безпосередньої роботи на природному газі із подвоєною потужністю.
В 2009 році за подібним зразком створили другий блок електричною потужністю 55 МВт, встановивши для нього газову турбіну Siemens SGT 700. При цьому модернізували наявний вугільний котел К2, проте він може працювати лише як котел-утилізатор.
Модернізація дозволила довести паливну ефективність при виробництві електроенергії до 47%. Це значно краще ніж у конденсаційних електростанцій, проте суттєво поступається сучасним парогазовим блокам, які створені «з нуля». Втім, використання станції в режимі теплоелектроцентралі дозволяє покращити її загальну паливну ефективність. При цьому для покриття пікових навантажень при теплопостачанні залишили в резерві котел К3, який згідно отриманої ліцензії може працювати на мазуті не більше ніж 100 годин на рік.
Станція покриває 80% потреб Вюрцбургу в електроенергії. Видача продукції відбувається до мережі, що працює під напругою 110 кВ.